# Fredrik Hjalmar Johansen
Fredrik Hjalmar Johansen fue un explorador polar de Noruega, que participó en dos de las más importantes expediciones polares de todos los tiempos. En 1893 se embarcó en el Fram con la expedición de Fridtjof Nansen de 1893-96 y acompañó a Nansen en la fracasada partida que intentó alcanzar el Polo Norte, aunque lograron alcanzar una marca más al norte, Farthest North, sobre el congelado océano Ártico.
Johansen, también participó en la expedición de Roald Amundsen al Polo Sur en 1910-12.

## Primeros años
Nacido en Skien, hijo de un granjero, Johansen tenía más educación que la mayoría de los hijos de agricultores, pero tuvo que interrumpir la escuela de derecho en Christiania (Oslo) a los 21 años cuando murió su padre. En ese momento ya había dejado su huella como atleta, era un excelente esquiador y había sido campeón de gimnasia de Noruega en 1885 en Fredrikshald. Fue campeón mundial en 1889 en París.

## Expediciones de exploración

### Expedición al Ártico

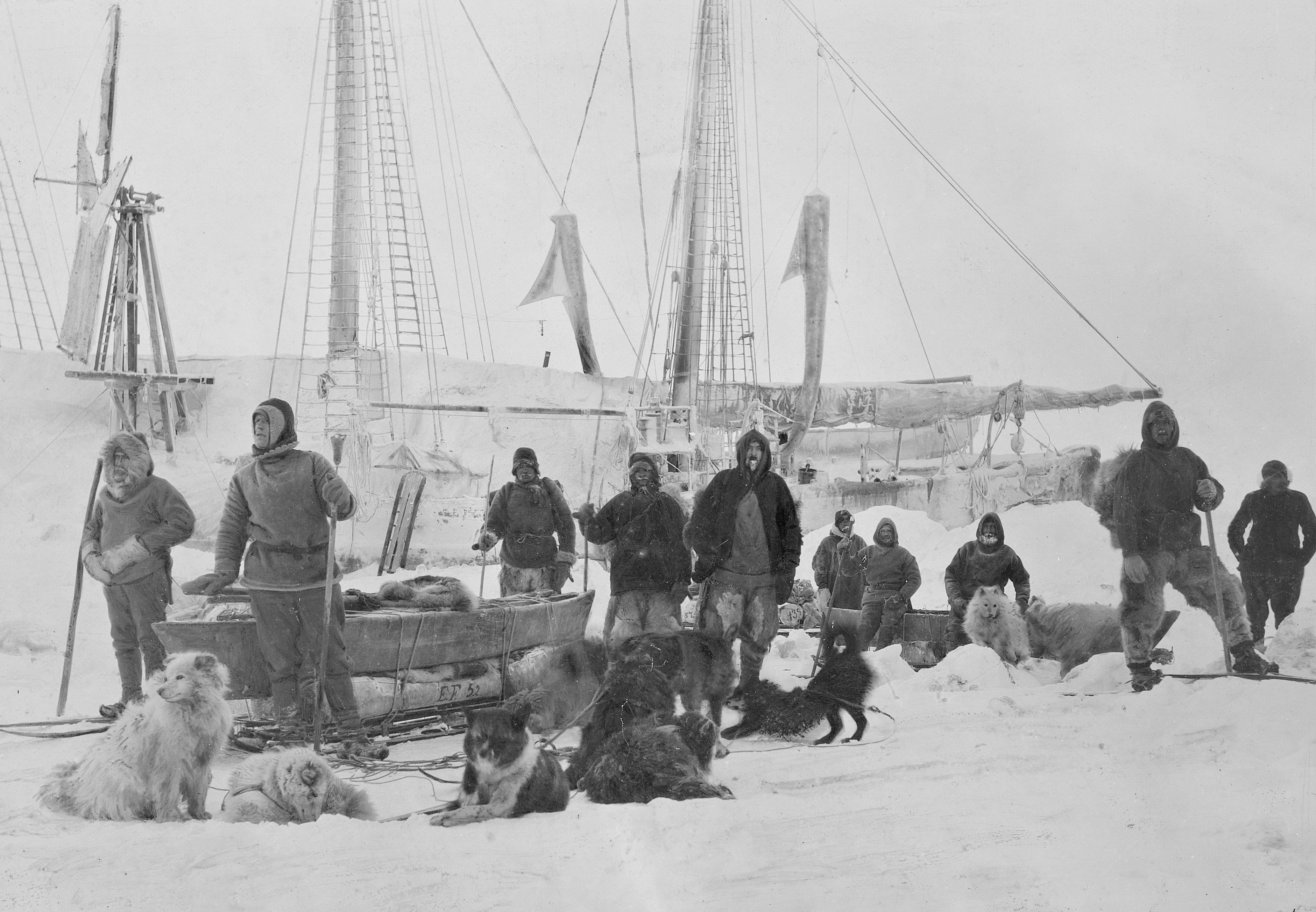
Partida de Nansen y Johansen el 14 de marzo de 1895 (Nansen es el más alto, segundo por la izquierda; Johansen en pie, segundo por la derecha; el Fram al fondo).

Johansen se unió a la expedición polar de Fridtjof Nansen con el barco Fram en 1893, reemplazando a Stoker y ocupando la única plaza disponible, la de fogonero. Después de que el Fram quedara atrapado en el hielo, se convirtió en asistente de Sigurd Scott Hansen, con sus estudios meteorológicos. Usando esquís y trineos de perros —Johansen era un experto conductor de perros— Johansen acompañó a su jefe en una partida a pie en la que intentaban alcanzar el Polo Norte, y aunque fracasaron, consiguieron en ese momento la mayor aproximación al Polo Norte, los 86º14'N, en 1895. En su camino de regreso, Nansen y Johansen se vieron obligados a pasar dos inviernos en la Tierra de Francisco José a causa de los graves daños que habían sufrido sus kayaks al cruzar los canales abiertos en el hielo.
En el regreso de las diversas partidas de la expedición de Nansen a Noruega, Johansen y los otros miembros de la tripulación del Fram también fueron celebrados como héroes. Johansen fue promocionado a capitán en la infantería de Noruega, un papel que no desempeñó con fortuna. Bebía mucho y dejó el ejército. Fue rehabilitado durante su estancia en Spitsbergen desde 1907 a 1909.

### Expedición a la Antártida

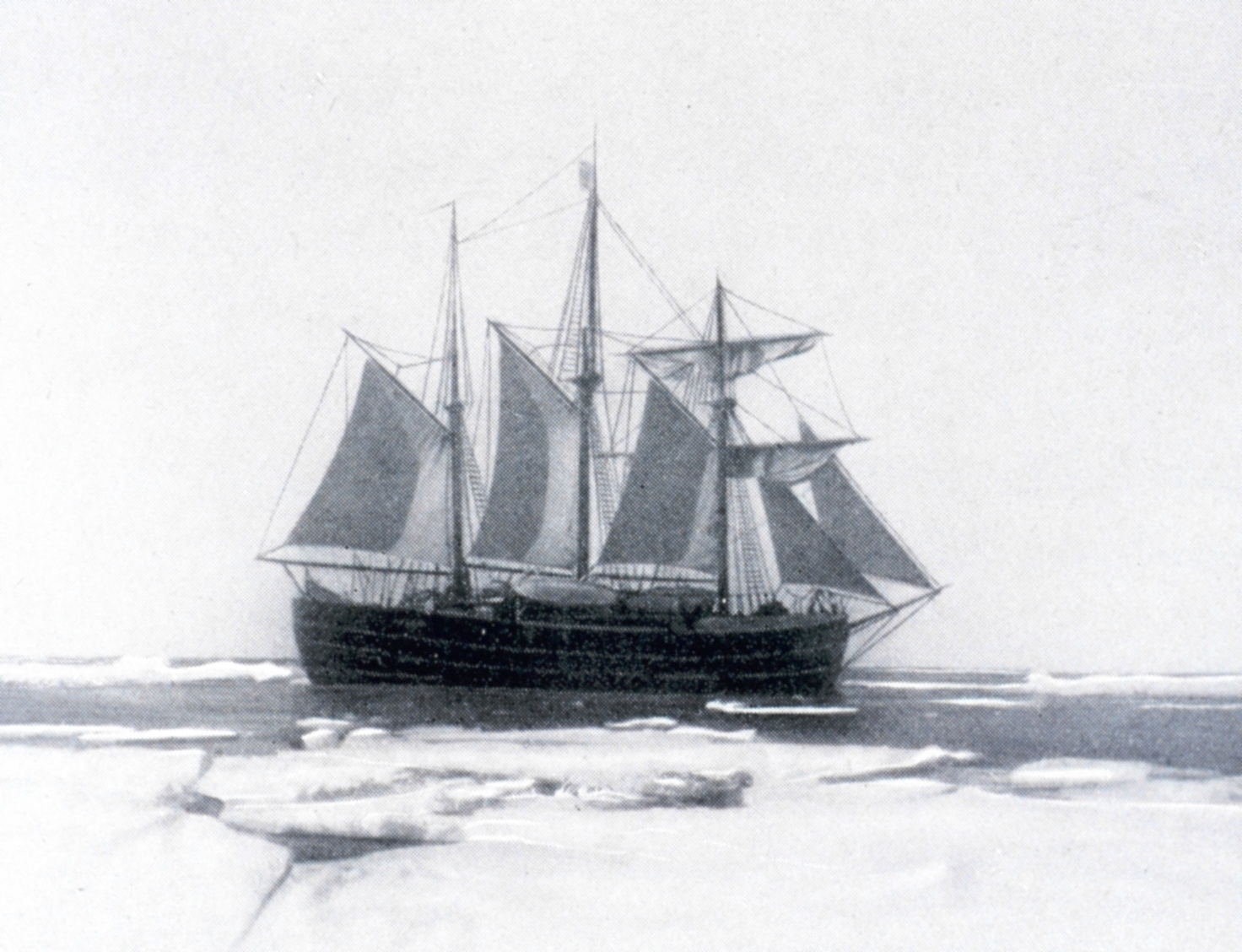
El navío Fram en la Antártida.

En 1910 fue uno de los hombres que acompañaron a Amundsen en el Fram a la Antártida. Amundsen y sus hombres, que competían por la carrera al Polo Sur con Robert Falcon Scott, comenzaron su viaje al Polo Sur demasiado pronto de la temporada y tuvieron que regresar al campamento base en la bahía de las Ballenas.
La temperatura había subido, dando la impresión de que llegaba la primavera austral. Los hombres escogidos por Amundsen para el viaje eran ocho: el propio Amundsen, Olav Bjaaland, Helmer Hanssen, Sverre Hassel, Oscar Wisting, Jørgen Stubberud, Hjalmar Johansen y Kristian Prestrud. Poco después de su partida, la temperatura cayó hasta los -51 °C. El 12 de septiembre decidieron ir hasta un depósito que habían dejado anteriormente en los 80ºS, y dejar allí la mayor parte de los víveres para el viaje y regresar a Framheim a esperar que hubiera mejores condiciones. Llegaron al depósito el 15 de septiembre y regresaron rápidamente a Framheim.
Johansen, que no había estado de acuerdo con el inicio tan temprano, tuvo que rescatar a un miembro con menos experiencia de la partida, Kristian Prestrud, de la congelación por muerte en el viaje de regreso. Amundsen había tomado los mejores perros de trineo y había acelerado hacia el campamento sin tener en cuenta su equipo cuando se acercaba una tormenta. Como resultado, Prestrud y Johansen no tenían ninguna tienda de campaña ni equipos de cocina con los que derretir la nieve y no tuvieron más remedio que seguir adelante hasta el campamento en una tormenta con un viento frío extremo (-60 grados) y un peligroso descenso hasta el campamento base, en que Johansen llevó a Prestrud durante dos horas: su experiencia, su buena salud y un poco de suerte salvaron sus vidas.
Prestud y Johansen sufrieron congelación en los talones durante ese viaje de regreso. Ese último día de viaje de regreso estuvo, según Amundsen, desorganizado. Una de vez de regreso en la base Framheim, Johansen (que tenía mucha experiencia en trineos debido a sus experiencias en el pasado en el Ártico junto a Nansen), sugirió ante los otros hombres que Amundsen no había reaccionado bien y que los había abandonado a él y a Prestrud. Este percance enfureció a Amundsen y éste respondió reorganizando el equipo para la travesía al Polo Sur reduciendo el número de hombres enviando a Prestud, Johansen y Stubberud a realizar una exploración menor a la península de Eduardo VII. Johansen fue además humillado por Amundsen al colocar a Prestrud, poco experimentado, a la cabeza de esa expedición auxiliar.
El grupo de Amundsen alcanzó con fortuna el Polo Sur y se reunió con el grupo auxiliar. Cuando la expedición de Amundsen estuvo de vuelta en Tasmania, Amundsen licenció a Johansen del Fram, le pagó, y le ordenó que regresase a Noruega por separado, impidiéndole participar en el exitoso recibimiento al que asistieron los reyes noruegos. Una vez que Johansen había dejado el grupo de Amundsen, el líder triunfante hizo que todo el resto de la tripulación firmase un documento en que se comprometían a no escribir sobre la expedición. Amundsen se reservaba el derecho exclusivo a escribir sobre ella un libro, que sería publicado más tarde. Después de regresar a Noruega por separado, Johansen se encontró con que Amundsen nunca le reconoció ningún crédito en la expedición, incluyendo su heroico rescate de Prestrud.
Como resultado de esta desgracia Johansen recayó en el consumo de alcohol, que se convirtió en una depresión clínica y, en 1913, se suicidó. Dejaba esposa y cuatro hijos.

## Legado
La reputación de Johansen, después de su muerte, cayo en la oscuridad debido a la actitud vengativa de Amundsen. En 1997, sin embargo, se publicó la primera biografía del explorador olvidado, The Third Man, escrita por Ragnar Kvam Jr.. Como resultado de este y otros trabajos, el lugar de Johansen en la historia de la exploración polar noruega se está rehabilitando.